# Gérard Tremblay (duchowny)
Gérard Tremblay (ur. 27 października 1918 w Montrealu, zm. 28 września 2019) – kanadyjski duchowny rzymskokatolicki, w latach 1981–1991 biskup pomocniczy Montrealu.

## Życiorys
Święcenia kapłańskie przyjął 16 czerwca 1946. 20 marca 1982 został prekonizowany biskupem pomocniczym Montrealu ze stolicą tytularną Trisipa. Sakrę biskupią otrzymał 22 maja 1981. 27 sierpnia 1991 zrezygnował z urzędu.